# Seeberg BE
| BE ist das Kürzel für den Kanton Bern in der Schweiz. Es wird verwendet, um Verwechslungen mit anderen Einträgen des Namens Seeberg zu vermeiden. |

Seeberg ist eine politische Gemeinde im Verwaltungskreis Oberaargau des Kantons Bern in der Schweiz.

## Geographie
Seeberg liegt auf 495 m ü. M., 5 km südwestlich von Herzogenbuchsee und 11 km nördlich der Stadt Burgdorf (Luftlinie). Das Dorf erstreckt sich in der breiten Talmulde des Dorfbachs eingebettet zwischen den Höhen von Chräjenberg und Berg, am Rand des Molassehügellandes östlich der Schwemmebene der Emme, im Oberaargau.
Die Fläche des 15,8 km² grossen Gemeindegebiets umfasst einen Abschnitt des Berner Mittellands mit einer grossen landschaftlichen Vielfalt. Das Gebiet befand sich während des Hochstadiums der Würmeiszeit im Randbereich des Rhonegletschers. Der grössere westliche Gemeindeteil ist charakterisiert durch die abgerundeten Molassehügel von Grossholz (603 m ü. M.), Steinenberg (634 m ü. M.), Steinhof (bis 595 m ü. M.) und Berg (543 m ü. M.). Diese Hügel sind durch 200 m bis 600 m breite, flache Talsenken ohne eigentliche Fliessgewässer voneinander getrennt.

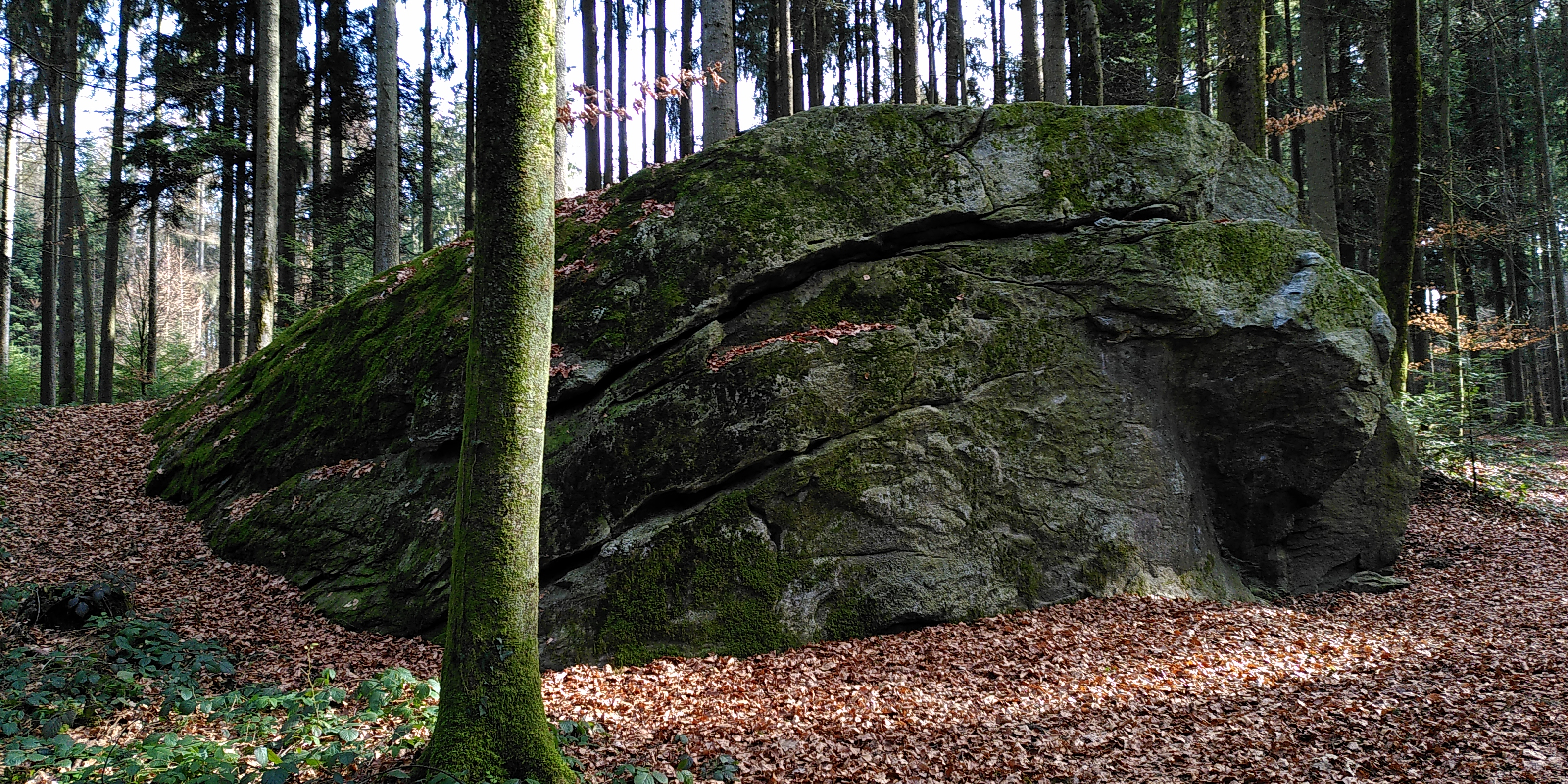
Findling am Steinenberg

Besonders im Wald des Steinenbergs zeugen zahlreiche Findlinge aus Gneis, wie er in den Walliser Alpen vorkommt, vom Vorstoss des eiszeitlichen Gletschers.
Der nordwestliche Gemeindeteil umfasst die Ebene bei der Siedlung Seeberg und erstreckt sich bis zum Burgäschisee, dessen südlicher Teil zu Seeberg gehört.
Das Tal der Önz, die das Gemeindegebiet von Süden nach Norden durchquert, mit dem bis zu 500 m breiten flachen Talboden bildete während der Würmeiszeit über lange Zeit eine Schmelzwasserrinne für Aare und Emme am Rand des Rhonegletschers. Der südöstliche Gemeindeteil liegt im stärker reliefierten Hügelland der Buchsiberge (zwischen Önz und Langete) mit steilen, meist bewaldeten Hängen und Kerbtälern, charakteristische Landschaftsformen für Gebiete, die während der letzten Eiszeit nicht vom Eis bedeckt waren. In einem schmalen Zipfel erstreckt sich der Gemeindeboden nach Südosten und umfasst die östliche Flanke des Mutzbachtals mit den kurzen Seitentälchen und den Höhen von Heidetewald (662 m ü. M.), Lindenberg (mit 810 m ü. M. die höchste Erhebung von Seeberg) und Eggstutzwald (808 m ü. M.).
Von der Gemeindefläche entfielen 1997 7 % auf Siedlungen, 34 % auf Wald und Gehölze, 58 % auf Landwirtschaft, und etwas weniger als 1 % war unproduktives Land.
Zu Seeberg gehören zahlreiche Weiler, Hofsiedlungen und Einzelhöfe. Zu den wichtigen davon zählen:
- Grasswil, bestehend aus Niedergrasswil (511 m ü. M.) und Obergrasswil (515 m ü. M.), in der Talsenke zwischen Grossholz und Steinenberg
- Spiegelberg (511 m ü. M.) in der Talsenke zwischen Grossholz und Steinenberg
- Bittwil (544 m ü. M.) in einem Tälchen am Ostabhang des Grossholzes
- Regenhalden (501 m ü. M.) in der Talsenke zwischen der Höhe von Steinhof und dem Steinenberg
- Riedtwil (498 m ü. M.) im Önztal an der Mündung des Mutzbachs in die Önz zwischen Steinenberg und Guldisbergwald
- Oschwand (626 m ü. M.) auf einem Sattel in den Buchsibergen östlich des Heidetewaldes; nur die westlich der Dorfstrasse gelegenen Häuser gehören zu Seeberg
- Loch (613 m ü. M.) in den Buchsibergen auf einer Terrasse östlich des Mutzbachtals
- Juchten (687 m ü. M.) am Westhang des Lindenbergs über dem Mutzbachtal
- Hermiswil (502 m ü. M.) im Önztal nordöstlich des Steinenbergs, per 1. Januar 2016 eingemeindet

Nachbargemeinden von Seeberg sind Herzogenbuchsee, Ochlenberg, Bettenhausen, Wynigen, Alchenstorf und Hellsau im Kanton Bern sowie Drei Höfe und Aeschi im Kanton Solothurn.

## Bevölkerung
Mit 1616 Einwohnern (Stand 31. Dezember 2023) gehört Seeberg zu den kleineren Gemeinden des Kantons Bern. Von den Bewohnern sind 97,5 % deutschsprachig, 0,7 % türkischsprachig, und 0,5 % sprechen Französisch (Stand 2000). Die Bevölkerungszahl von Seeberg belief sich 1850 auf 1954 Einwohner, 1900 noch auf 1722 Einwohner. Im Verlauf des 20. Jahrhunderts nahm die Bevölkerungszahl durch starke Abwanderung bis 1980 um weitere 30 % auf 1224 Personen ab. Seither ist wieder eine leichte Bevölkerungszunahme zu verzeichnen.

## Politik
Die Stimmenanteile der Parteien anlässlich der Nationalratswahl 2023 betrugen: SVP 44,7 % (+6,0 %), Mitte 16,1 % (−4,7 %), SP 11,0 % (−0,2 %), EDU 6,3 % (+2,4 %), GPS 5,9 % (−2,0 %), glp 5,8 % (−0,5 %), FDP 3,7 % (−0,1 %), EVP 2,9 % (+0,6 %).

## Wirtschaft
Seeberg war bis in die zweite Hälfte des 20. Jahrhunderts ein vorwiegend durch die Landwirtschaft geprägtes Dorf. Noch heute haben der Ackerbau und Obstbau sowie die Viehzucht und Milchwirtschaft einen wichtigen Stellenwert in der Erwerbsstruktur der Bevölkerung. Weitere Arbeitsplätze sind im lokalen Kleingewerbe und im Dienstleistungssektor vorhanden. In Seeberg sind heute Betriebe des Baugewerbes, der Elektrobranche, des Gartenbaus, der Holzverarbeitung, der Informatik, des Maschinenbaus sowie Garagen und mechanische Werkstätten vertreten.
In den letzten Jahrzehnten hat sich das Dorf durch den Bau neuer Quartiere vor allem im Bereich von Seeberg und Grasswil zu einer Wohngemeinde entwickelt. Viele Erwerbstätige sind deshalb Wegpendler, die hauptsächlich in den Regionen Langenthal-Herzogenbuchsee, Burgdorf und Solothurn arbeiten.

## Verkehr
Die Gemeinde ist verkehrsmässig recht gut erschlossen. Sie liegt an der Hauptstrasse 1 von Bern nach Zürich. Durch eine Buslinie, welche die Strecke von Herzogenbuchsee nach Wynigen bedient, sind Seeberg, Grasswil und Riedtwil an das Netz des öffentlichen Verkehrs angebunden. Die durch das Önztal führende, am 12. Juni 1857 eingeweihte Bahnlinie von Herzogenbuchsee nach Bern besass bis 1998 eine Haltestelle in Riedtwil.

## Geschichte

Luftbild aus 400 m von Walter Mittelholzer (1925)

Vom Burgäschisee sind bedeutende steinzeitliche Seeufersiedlungen bekannt.
Das Gemeindegebiet von Seeberg war auch während der Römerzeit besiedelt, was durch Ausgrabungen römischer Mauerfundamente auf dem Kirchhügel nachgewiesen wurde. Die erste urkundliche Erwähnung des Ortes erfolgte 1076 bereits unter dem heutigen Namen. Später erschienen die Bezeichnungen Seberch (1264) und Zeberch (1301). Der Ortsname geht auf das althochdeutsche Wort seo (See) zurück. Er bedeutet Berg am See, wohl wegen der Nähe zum Burgäschisee.
Seit dem Mittelalter unterstand Seeberg mit Grasswil und Riedtwil der Herrschaft der Kyburger und lag im Amt Gutisberg. Die Kirche von Seeberg gehörte im 11. Jahrhundert den Herren von Wolhusen und danach dem Kloster St. Peter im Schwarzwald. Grasswil wurde 1370 an eine Solothurner Familie verkauft, ging aber auf Druck von Bern 1395 an die Stadt Burgdorf über, welche in Grasswil einen Vogt einsetzte. Auch Seeberg und Riedtwil gerieten 1406 unter die Oberhoheit der Stadt Bern und wurden der Vogtei Wangen zugeordnet. Nach dem Zusammenbruch des Ancien Régime (1798) gehörte Seeberg während der Helvetik zum Distrikt Wangen und ab 1803 zum Oberamt Wangen, das mit der neuen Kantonsverfassung von 1831 den Status eines Amtsbezirks erhielt.
Auf den 1. Januar 2016 vereinigten sich die vormals unabhängigen Gemeinden Hermiswil und Seeberg.

## Sehenswürdigkeiten
Bereits zur Römerzeit war der Kirchhügel besiedelt. Im Jahre 2000 wurden Mauerreste eines römischen Gutshofs gefunden. Später entstand an der Stelle ein Friedhof, auf dem zuerst ein kleiner hölzerner Kirchenbau errichtet wurde. Dies erklärt die Lage der Kirche ausserhalb des Dorfes, auf dem sogenannten «Berg». Verschiedene Kirchenbauten aus Stein lösten sich ab, bis 1516 die heutige spätgotische Kirche St. Martin mit Turm entstand. Ein bereits im 11. Jahrhundert erwähntes Gotteshaus ist vermutlich eine Tochterkirche der Propstei Herzogenbuchsee. Das Pfarrhaus im Landhausstil stammt von 1781.
In Seeberg sowie in den verschiedenen Weilern sind zahlreiche charakteristische Bauernhäuser aus dem 17. bis 19. Jahrhundert erhalten.
Zu den Naturmonumenten auf dem Gemeindegebiet zählen der Burgäschisee, die erratischen Blöcke auf dem Steinenberg und der Wasserfall des Mutzbachs.

## Bilder

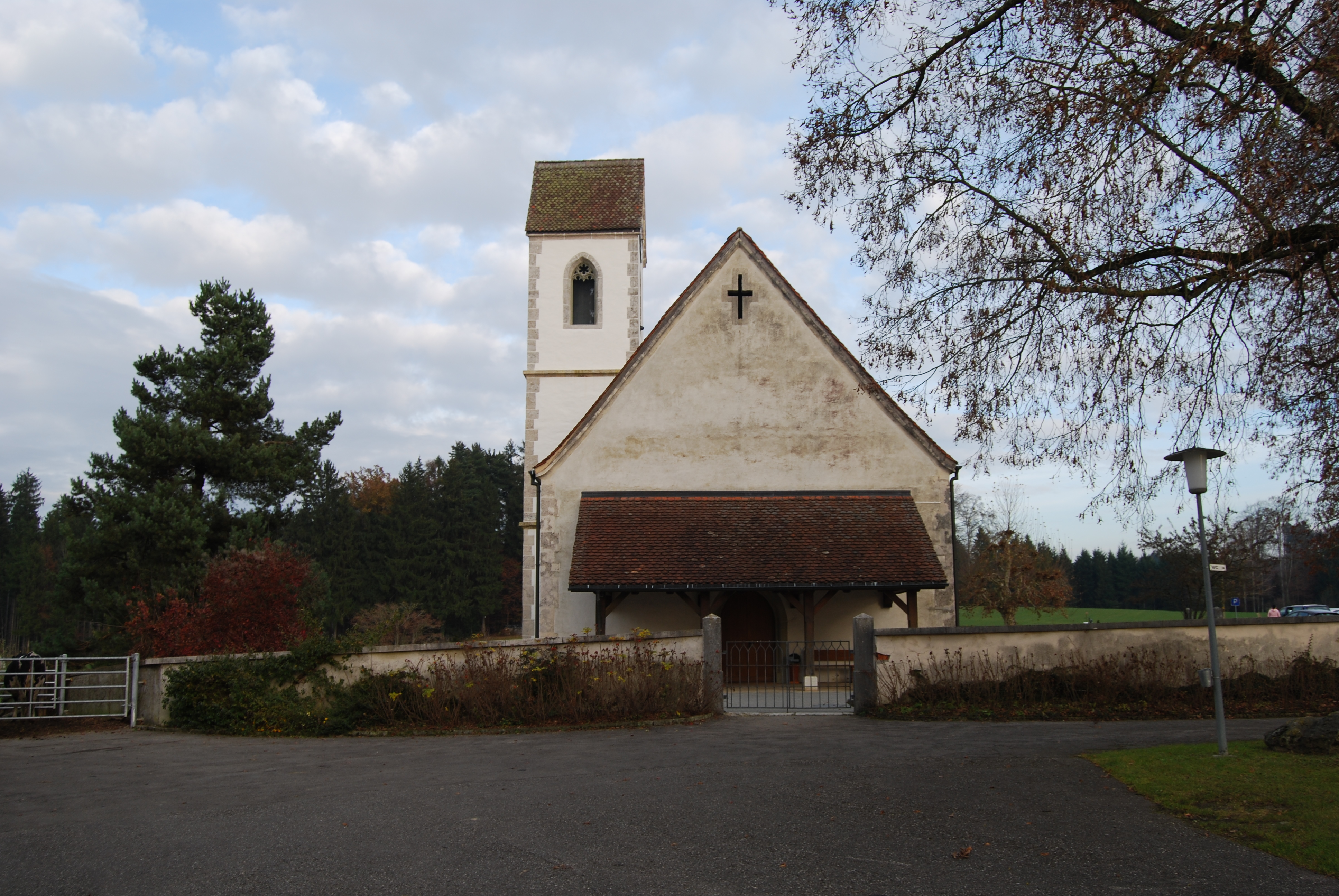
Kirche
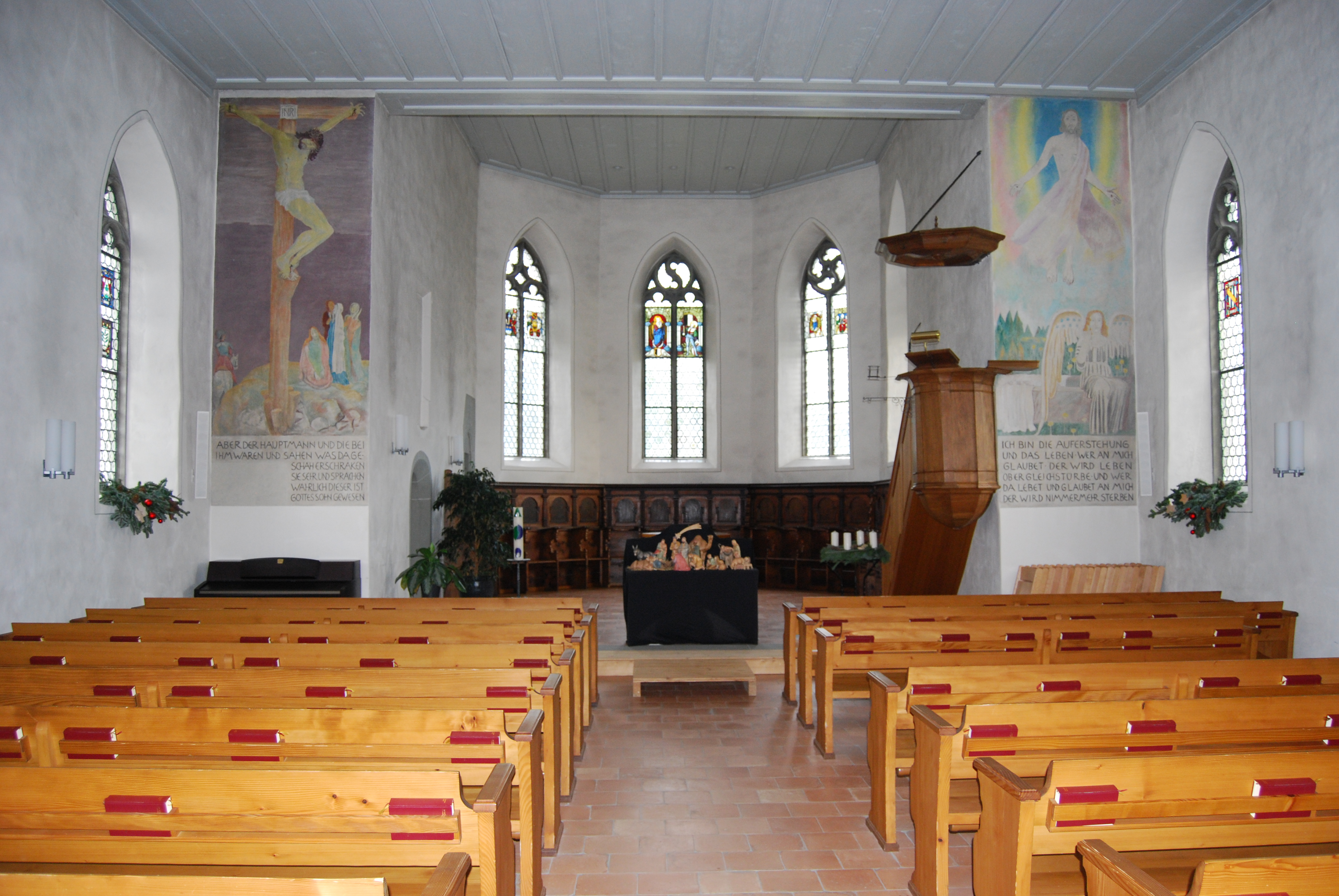
Innenansicht der Kirche
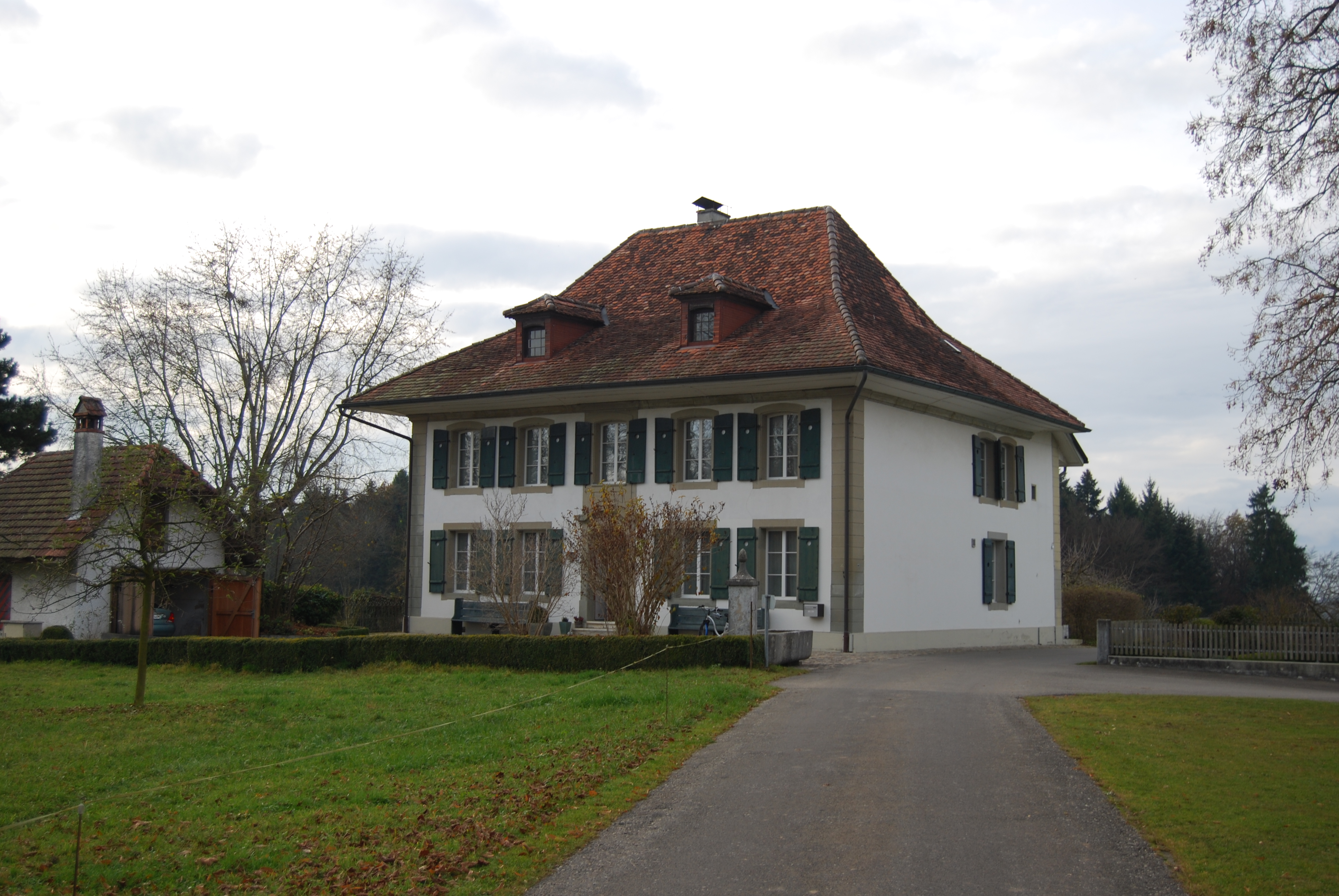
Pfarrhaus
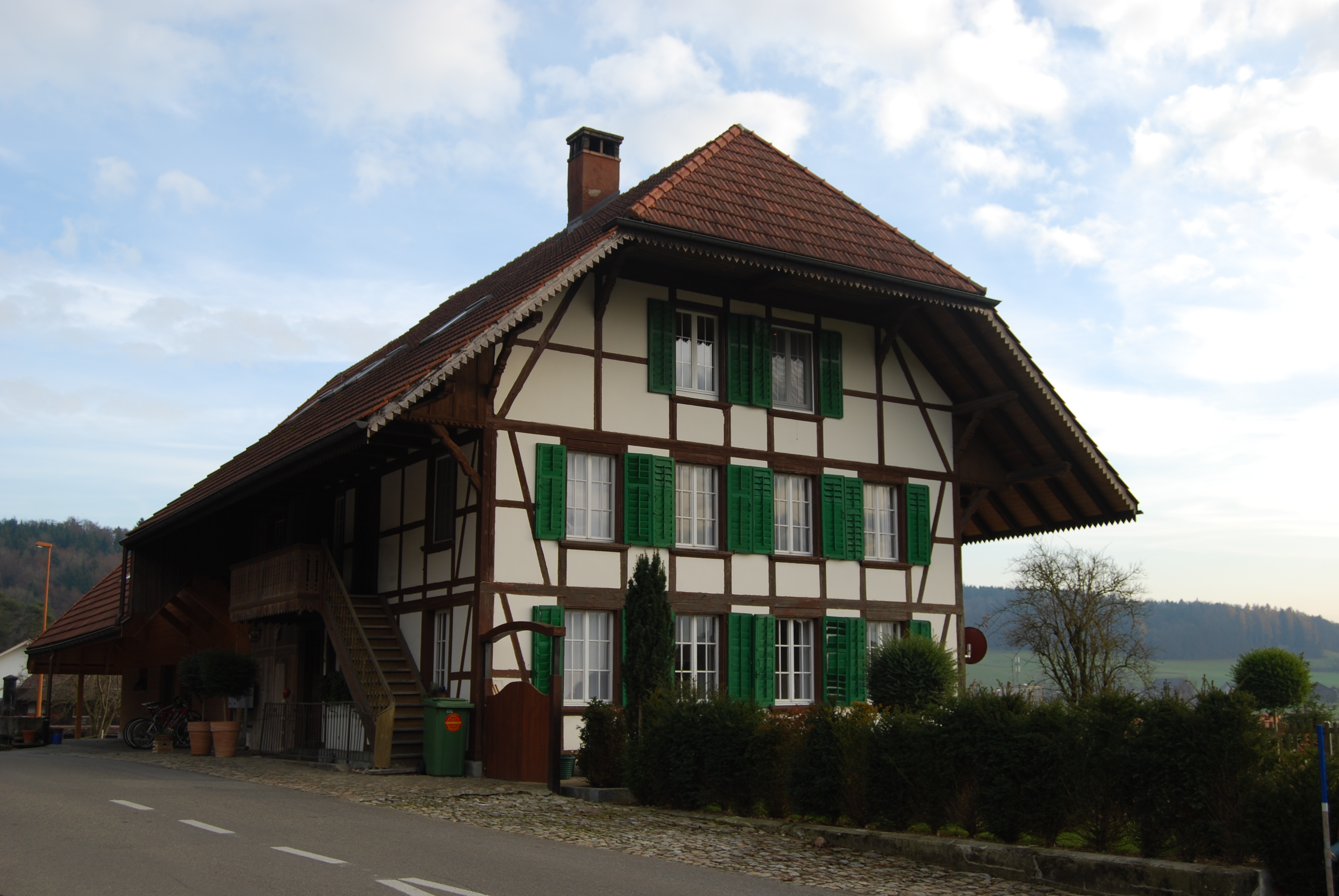
Fachwerkhaus in Seeberg
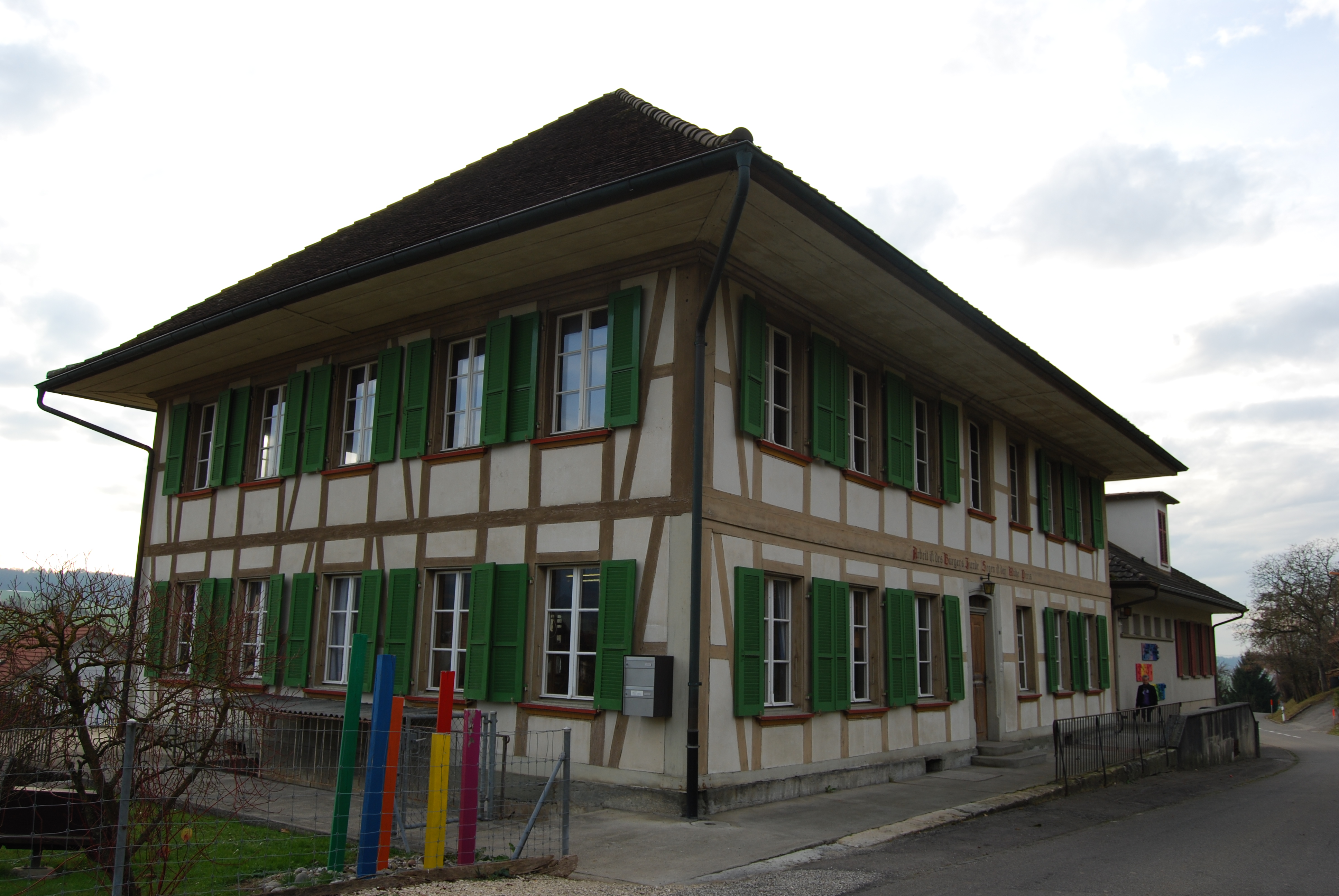
Schulhaus Seeberg
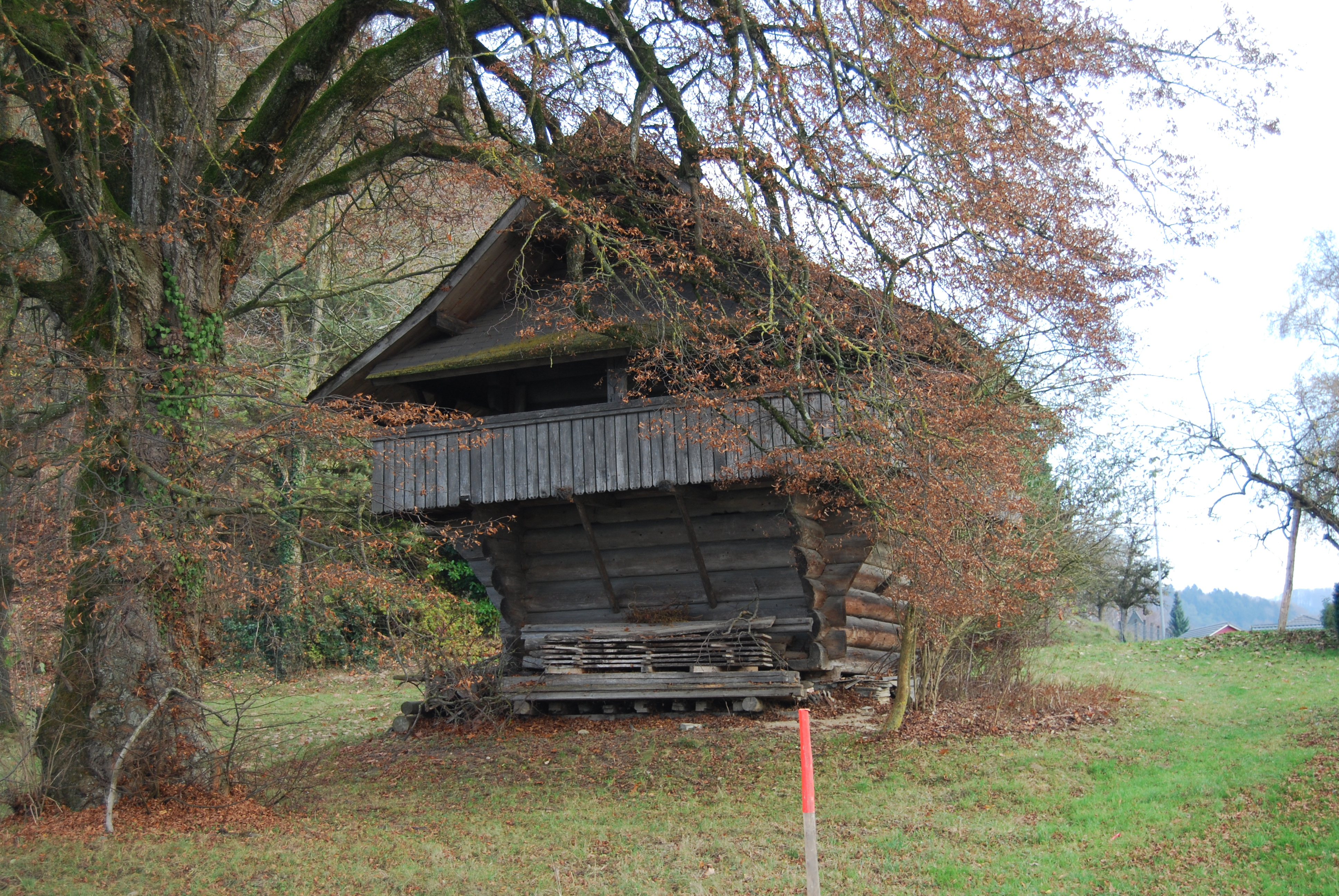
Holzstadel in Seeberg
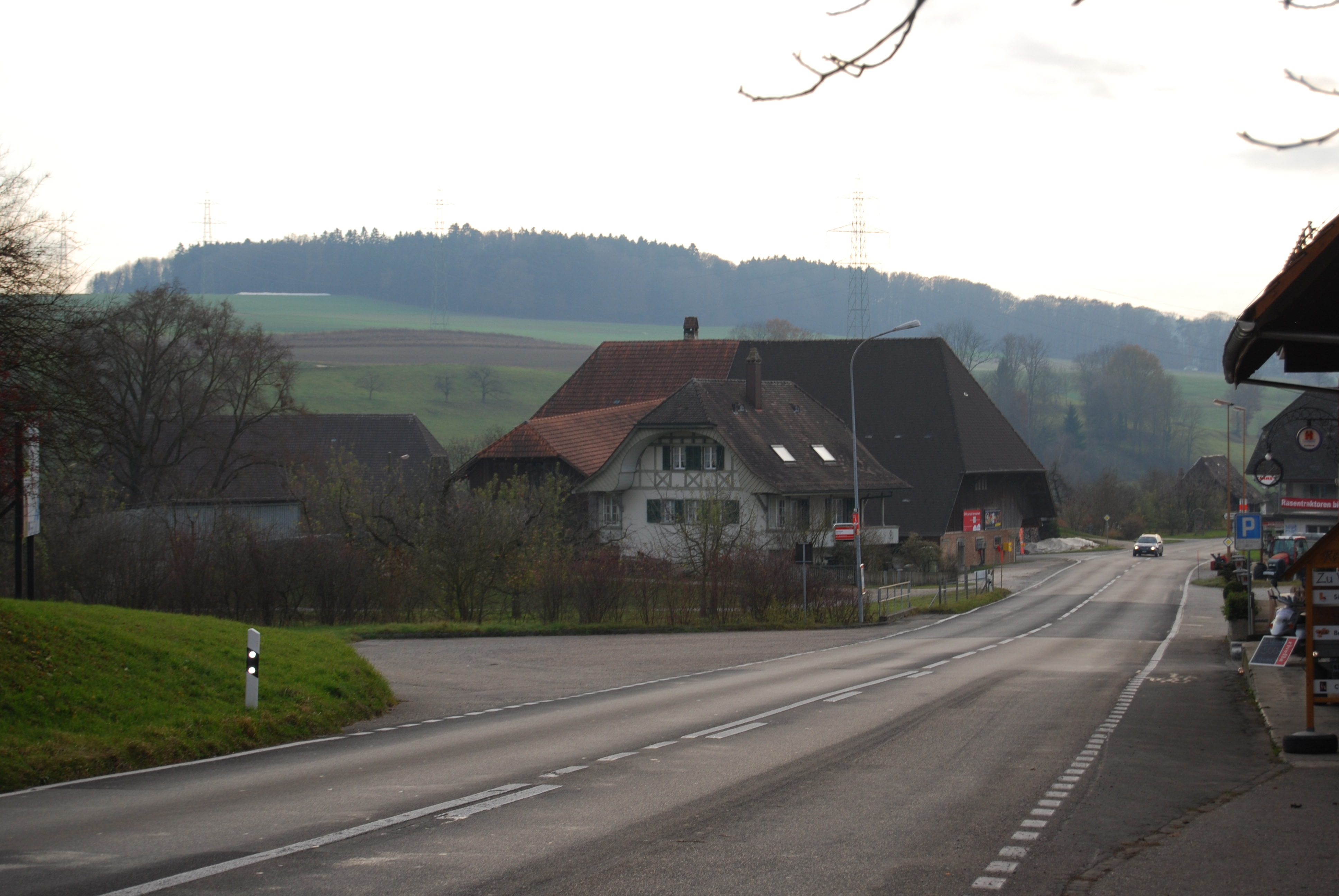
Hauptstrasse Nr. 1 in Seeberg
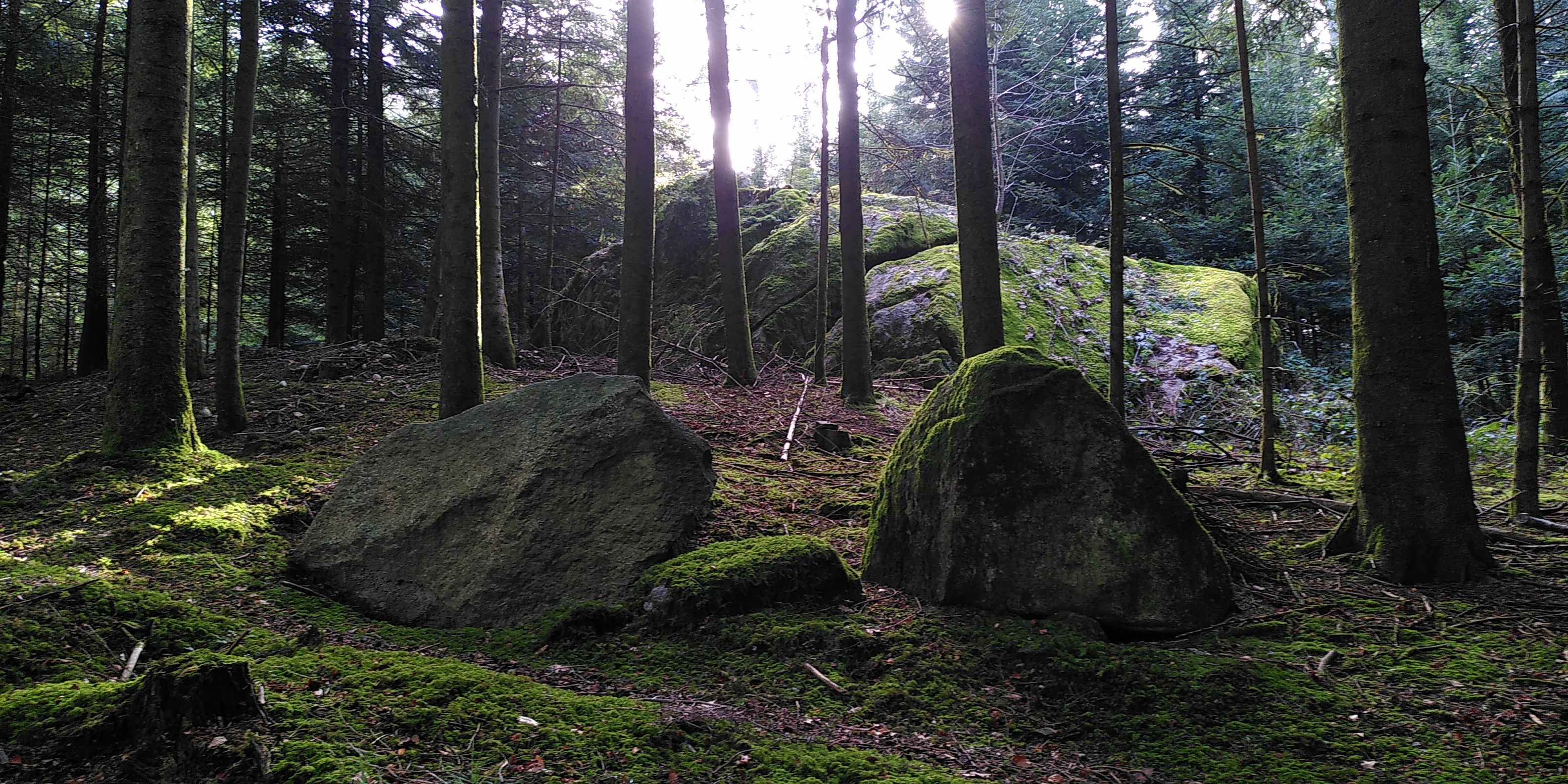
Findlinge im Steinenberg

## Persönlichkeiten
- Markus Affolter (* 1958), Schweizer Entwicklungsbiologe und Professor
- Cuno Amiet (1868–1961), Schweizer Maler, wohnte während 60 Jahren im Weiler Oschwand der Gemeinde Seeberg
- Lina Bögli (1858–1941), Schriftstellerin
- Johann Rudolf Krenger (1854–1925), Lehrer und Komponist
- Ludwig Schläfli (1814–1895), Schweizer Mathematiker
- Johann Weber (1823–1878), Politiker